# Sacca di Curlandia
Con la denominazione Sacca di Curlandia si definisce, nella storiografia della seconda guerra mondiale, il fronte di combattimento organizzato nell'area corrispondente alla regione storica della Curlandia a partire dall'ottobre 1944, dalle notevoli forze tedesche del Gruppo d'armate Nord (due armate con oltre 30 divisioni), accerchiate nella regione baltica a seguito della riuscita offensiva autunnale dell'Armata Rossa seguita al grande successo estivo dell'Operazione Bagration. La difesa delle esperte truppe del Gruppo d'armate Nord, (ribattezzato Gruppo d'armate Curlandia), rifornite via mare dalle unità della Kriegsmarine, si prolungò accanita, nonostante i ripetuti tentativi sovietici di schiacciare le truppe isolate, fino al 10 maggio 1945

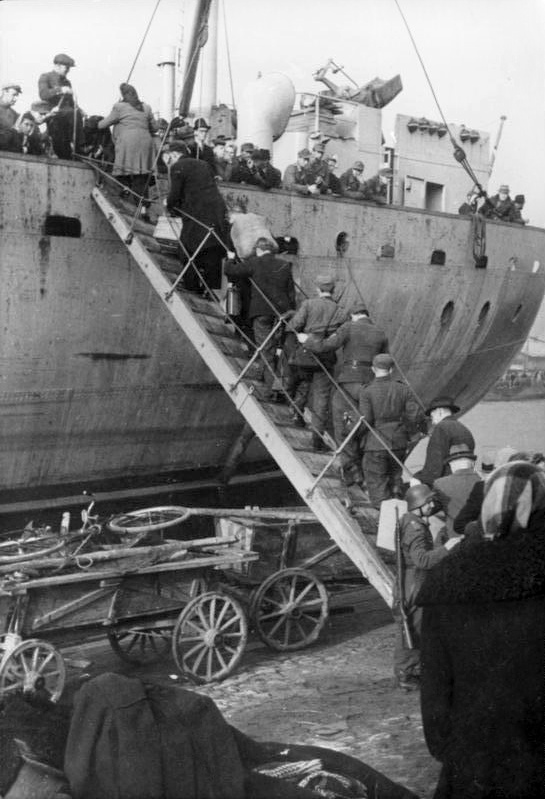
Evacuazione di Ventspils (Windau), 19 ottobre 1944

## Premessa: l'Operazione Bagration
La Curlandia, fu, come tutto il Baltico, teatro di operazioni del Gruppo d'armate Nord.
Il 22 giugno 1944, l'Armata Rossa lanciò l'Offensiva Strategica Bielorussa, dal nome in codice Operazione Bagration. Obiettivo dell'offensiva era la liberazione della Bielorussia, conquistata nel 1941 dalle forze dell'Asse. Coronata da pieno successo, l'offensiva sovietica portò alla disfatta del Gruppo d'armate Centro entro la fine di agosto 1944. Una volta infranto il settore centrale dello schieramento tedesco, il comando sovietico diresse una seconda offensiva (Offensiva del Baltico, Autunno 1944) contro le truppe nemiche rimaste pericolosamente allungate sulla costa.
L'attacco sovietico, guidato dal 1º Fronte Baltico del generale Bagramyan, penetrò lo schieramento nemico a nord di Memel, isolando le due armate tedesche del Gruppo d'armate Nord in Curlandia il 9 ottobre 1944.

## La "Testa di ponte Curlandia"

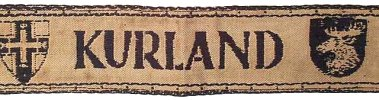
La fascia da braccio "Curlandia"

Il Capo di Stato maggiore dell'OKH, il Generale Heinz Guderian, richiese l'evacuazione delle due armate accerchiate, ed il loro ridispiegamento a sostegno del martoriato settore centrale. Adolf Hitler tuttavia, decise di mantenere in armi la sacca appena creatasi, nella convinzione che un'eventuale vittoria sul fronte occidentale avrebbe restituito alla Germania l'iniziativa sul versante orientale. In questo senso, la Curlandia sarebbe stata la testa di ponte dalla quale sferrare una nuova offensiva ad Est.
La strategia della resistenza ad oltranza portò quindi all'isolamento della XVI Armata e della XVIII Armata, tagliando fuori dallo schieramento germanico circa 200 000 effettivi. Il comando delle trentatré divisioni componenti la "Testa di Ponte Curlandia " fu affidato al feldmaresciallo Ferdinand Schörner, il quale provvide a rettificare la linea del fronte su posizioni maggiormente difendibili, oltre l'area metropolitana di Riga.
- 15 - 22 ottobre 1944

i sovietici lanciarono l'Operazione Offensiva su Riga nel tentativo di impedire un ordinato ripiegamento tedesco su posizioni maggiormente difendibili. Ottenuto l'assenso da Hitler, Schoerner riuscì a sganciare progressivamente le unità combattenti, sacrificando la piazzaforte di Riga, occupata dalle forze del III Fronte Baltico il 13 ottobre.
- 27 ottobre - 25 novembre 1944

un raggruppamento composto da 52 divisioni sovietiche lanciò un attacco sul centro dello schieramento tedesco, tentando di sfondare fra Skrunde e Salduss. Da segnalare la presenza di combattenti Lituani sia nelle schiere sovietiche che in quelle germaniche.
- 23 dicembre - 31 dicembre 1944
- 23 gennaio - 3 febbraio 1945
- 12 febbraio - 19 febbraio 1945
- 17 marzo - 4 aprile 1945

Il 15 gennaio 1945, le forze di stanza in Curlandia presero il nome di Gruppo di Armate Curlandia (Heeresgruppe Kurland, al cui vertice fu posto Lothar Rendulic. Alla morte di Adolf Hitler, successe Karl Dönitz in qualità di Reichspräsident. Su ordine del nuovo capo della Germania, l'8 maggio 1945 il Gruppo di Armate Curlandia si arrese alle forze del Maresciallo Sovietico Leonid Govorov, comandante del Fronte di Leningrado. Al momento della resa, l'Heeresgruppe consisteva dei resti di ventisette divisioni e di una brigata. Fra il 12 ed il 23 dello stesso mese, caddero in mano sovietica circa 180 000 prigionieri.

## Storiografia
Le storiografie occidentale e sovietica differiscono notevolmente nella considerazione strategica riguardo all'importanza della Sacca di Curlandia.

### Fonti sovietiche
Secondo le fonti storiografiche sovietiche, l'Alto Comando dell'Armata Rossa avrebbe considerato il fronte di Curlandia come un pericolo decisamente remoto per il buon conseguimento dell'offensiva contro Berlino. Pertanto le manovre di pressione effettuate a più riprese contro le forze tedesche sarebbero state volte esclusivamente al "controllo" della sacca. Le perdite stimate ammonterebbero a 160 948 fra il 16 febbraio e l'8 maggio 1945.

### Fonti occidentali
Nell'Enciclopedia Lettone (Latvju Enciklopēdija) si sostiene invece che il Comando Sovietico avrebbe considerato la presa della Curlandia come un obiettivo di natura primaria, essendo quella regione il nucleo della resistenza antibolscevica organizzata dai Lettoni alla fine della prima guerra mondiale. Prova di questo sarebbero le sei offensive lanciate contro il Gruppo di Armate Curlandia. Nonostante la sacca fosse difesa da duecentomila uomini, e le forze sovietiche non riuscissero ad avanzare per più di 25 miglia, l'Alto Comando Sovietico ordinò ripetuti attacchi contro la sacca.
Le perdite sovietiche nell'assedio, secondo un comunicato del Comando Germanico (16 marzo 1945) ammonterebbero a 320 000 uomini fra morti, feriti e prigionieri, 2388 carri, 659 aerei, 900 cannoni e 1440 pezzi d'artiglieria durante le prime cinque offensive. Fonti sovietiche stimano ulteriori 74 000 perdite nella sesta battaglia. La cifra totale porterebbe a quasi 400 000 le perdite sovietiche.

## Conseguenze
Secondo fonti sovietiche, vennero registrati 181 000 prigionieri, fra i quali 28 generali, 5 083 alti ufficiali e l'ultimo comandante in capo, il Generaloberst Hilpert. Data la quantità di soldati tedeschi che, con l'arrivo della fine, avevano dismesso gli abiti militari per darsi alla macchia, o per unirsi ai vecchi camerati lettoni che avevano aderito ai gruppi di resistenza anticomunista, l'Armata Rossa iniziò una campagna di "filtraggio", tesa ad identificare tutti i cittadini maschi in età fra i 16 ed i 60 anni. Parallelamente, reparti sovietici setacciarono i boschi, incendiando vaste aree forestali. I membri delle unità lettoni in forza all'esercito tedesco vennero trattati come traditori e giustiziati sommariamente. Coloro che riuscirono a nascondersi animarono il movimento dei Fratelli della Foresta, che al pari di simili organizzazioni Estoni e Lituane, continuò la lotta contro l'Unione Sovietica fino a metà degli anni '50.